# Angelita Habr-Gama
Angelita Habr-Gama (Ilha de Marajó, 1933) é uma médica, cirurgiã, pesquisadora e professora emérita aposentada de cirurgia gástrica e digestiva da Faculdade de Medicina da Universidade de São Paulo (FMUSP).
Grande oficial da Ordem do Ipiranga, membro da Academia de Medicina de São Paulo e cirurgiã no Hospital Alemão Oswaldo Cruz, Angelita foi a primeira mulher residente de cirurgia do Hospital das Clínicas, além de ter sido também a primeira professora titular em cirurgia do Departamento de Gastroenterologia, onde criou a disciplina de coloproctologia.
Considerada em 2022 pela Universidade Stanford como uma das cientistas mais influentes do mundo, Angelita também foi presidente do Colégio Brasileiro de Cirurgia Digestiva. Indicada pela Organização Mundial de Gastroenterologia (OMGE) como coordenadora no Brasil do Programa de Prevenção do Câncer Colorretal, fundou e preside a Associação Brasileira de Prevenção do Câncer de Intestino (ABRAPRECI). Foi a primeira mulher a se tornar membro honorário da centenária sociedade científica American Surgical Association em 2002.

## Biografia
Angelita nasceu na Ilha de Marajó, em 1933. Filha de imigrantes libaneses que vieram para o Brasil em busca de um refúgio da guerra, Angelita e a família, posteriormente, mudaram-se para São Paulo quando um de seus cinco irmãos faleceu devido a uma apendicite. Sua família era modesta economicamente, mas com excelente bagagem cultural, o que a iniciou nos livros e no gosto pela ciência.
Aluna de escolas públicas, Angelita era estudiosa e tirava boas notas. Aluna da escola Caetano de Campos, várias amigas suas, com quem jogava vôlei, pretendiam cursar medicina. Por influência delas, Angelita decidiu fazer medicina também. Sem qualquer referência na família de parentes médicos, suas duas irmãs mais velhas se tornaram professoras, o curso típico para as mulheres na época. Seu pai foi contra seu vestibular em medicina, achando que ela deveria se tornar professora também. Angelita disse não e prestou o vestibular.
Aprovada em oitavo lugar, seus pais ficaram muito felizes com sua colocação. Já aluna de medicina, Angelita não sabia exatamente qual especialidade escolher. Ao passar pelo rodízio de especialidades, na cirurgia, um aluno mais velho pediu que ela suturasse uma barriga. Angelita rebateu, dizendo que só sabia costurar roupa. Mas ao suturar o cadáver, o aluno lhe disse que ela levava jeito para cirurgia.
Entretanto, quando resolveu fazer residência cirúrgica, o concurso era bastante concorrido, pois só havia oito vagas disponíveis. O chefe da residência em cirurgia lhe disse:
| “ | É bobagem você tomar a vaga de um rapaz. Desista desse concurso, porque medicina não é profissão de mulher, cirurgia menos ainda. Você vai enfrentar um monte de homem no centro cirúrgico, é um ambiente muito masculino. Você é ótima, por que você não vai pra clínica?. | ” |

Ao prestar o concurso para a residência, Angelita passou em primeiro lugar. Por sua colocação, pode escolher onde fazer a residência e assim escolheu a Hospital das Clínicas da Faculdade de Medicina da Universidade de São Paulo com o Alípio Correia Neto, que viria a ser seu orientador no doutorado.

## Carreira
A escolha pela área de cirurgia gástrica e digestiva se deu em seu último ano de residência, em 1959 quando Angelita estava em um congresso internacional de coloproctologia e lá encontrou médicos que trabalhavam no único hospital do mundo só para doenças intestinais, o Hospital St. Mark’s, na Inglaterra. Ao reconhecer os mesmos médicos que estudava na faculdade, Angelita optou por estudar e se especializar na mesma área.
Para se especializar com os médicos do Hospital St. Marks's, Angelita pediu uma bolsa da Coordenação de Aperfeiçoamento de Pessoal de Nível Superior e do British Council para viajar para a Inglaterra. Porém, o hospital respondeu que, embora ela fosse uma jovem promissora, o hospital não aceitava mulheres, era um hospital apenas para homens. Não aceitando a resposta, Angelita continuou escrevendo e assim se tornou a primeira mulher a estagiar no Hospital St Mark’s em 1960. Na época, precisava utilizar o vestiário das enfermeiras, já que só havia vestiário para os médicos homens. Foi no St. Mark's que Angelita aprendeu a ciência de ponta da época sobre o aparelho digestivo, além de conhecer a rotina do trabalho científico.
Em seu retorno ao Brasil, foi contratada pelo Hospital das Clínicas e pela Faculdade de Medicina da Universidade de São Paulo, onde se tornou professora de cirurgia gástrica e digestiva. Em 1962 ingressou no doutorado, defendido em 1966 com a tese Motilidade do cólon e reto. Em 1964, casou-se com um colega cirurgião, Joaquim José Gama Rodrigues, mas o casal, de comum acordo, optou por não ter filhos.
Foi a primeira mulher a se tornar membro honorário da centenária sociedade científica American Surgical Association desde 2002, (sexagésima dentre os membros dessa sociedade no exterior). Dentre os inúmeros prêmios, conquistou o Prêmio Mulheres Mais Influentes Forbes Brasil 2006 pela revista Forbes Brasil. Cirurgiã com especialidade no aparelho digestivo, foi escolhida entre três mulheres selecionadas para a categoria. Primeira médica latino-americana e a primeira mulher a integrar o seleto grupo de dezessete membros honorários da European Surgical Association em 2006.
Angelita publicou trezentos e sete trabalhos científicos em periódicos; duzentos e quatro capítulos em livros; cinquenta e dois artigos em jornais e revistas; trezentos e quarenta e um resumos em anais e apresentou dois mil, quatrocentos e um trabalhos em congressos. Participou de diversas bancas examinadoras, sendo cinquenta e duas de dissertação de mestrado; cinquenta e duas de doutorado; setenta de concursos públicos; vinte e nove de livre-docência; uma de professor titular, dentre outras. Orientou doze teses de mestrado e doze de doutorado. Participou de trezentos e trinta e um eventos e organizou outros cento e vinte e um.

## COVID-19
Em fevereiro de 2020, Angelita e o marido foram infectados pela COVID-19 após retornarem de dois congressos científicos, um em Lisboa e outro em Jerusalém. Enquanto Joaquim ficou assintomático, Angelita foi internada no Hospital Oswaldo Cruz e ficou entubada por quarenta e sete dias após uma tomografia indicar danos pulmonares causados pelo vírus. Depois da alta, ela retornou ao seu consultório no Instituto Angelita e Joaquim Gama, dentro do Oswaldo Cruz.

## Prêmios
Detentora de mais de cinquenta honrarias e premiações, tanto no Brasil quanto no exterior, em 2022, Angelita foi apontada como uma das cientistas mais influentes do mundo. A Universidade Stanford em parceria com a editora Elsevier, divulgou uma lista que representa os 2% dos cientistas mais citados em várias disciplinas. Angelita é reconhecida por alterar o paradigma mundial adotado durante quase todo o século XX para o tratamento do câncer do reto baixo. Com sua proposta, baseada em pesquisa clínica liderada por ela e iniciada em 1981, firmou-se como atual estado de que o tratamento do câncer do reto deve ser conduzido, em um primeiro momento, com quimioradioterapia. Só depois desse período de observação é que se pode discutir uma cirurgia.

## Livros publicados
- GAMA-RODRIGUES, Joaquim José (Org.); RASSLAN, Samir (Org.); HABR-GAMA, Angelita (Org.). Clínica cirúrgica - Seção IV - Abdome - Aparelho Digestivo. 1. ed. Barueri: Manole, 2008. v. 2. 2350p.
- HABR-GAMA, Angelita; GAMA-RODRIGUES, Joaquim José; BRESCIANI, Cláudio José Caldas; ZILBERSTEIN, Bruno; KISS, Desidério Roberto; CECCONELLO, Ivan; CUNHA, José Eduardo Pereira Monteiro da; SAAD JUNIOR, William Abrão; BOCCHINI, Sylvio Figueiredo. Atualização em cirurgia do aparelho digestivo e coloproctologia. 4ª. ed. São Paulo: Frôntis Editorial, 2005. v. 1. 488p.
- HABR-GAMA, Angelita; GAMA-RODRIGUES, Joaquim José; BRESCIANI, Cláudio José Caldas; ZILBERSTEIN, Bruno; KISS, Desidério Roberto; CECCONELLO, Ivan; CUNHA, José Eduardo Pereira Monteiro da; SAAD JUNIOR, William Abrão; BOCCHINI, Sylvio Figueiredo. Atualização em cirurgia do aparelho digestivo e coloproctologia. São Paulo: Frôntis Editorial, 2004. v. 1. 424p.
- HABR-GAMA, Angelita. 'Condutas da FBG em gastroenterologia'. São Paulo: FBG, 2003.
- HABR-GAMA, Angelita; GAMA-RODRIGUES, Joaquim José; BRESCIANI, Cláudio José Caldas; ZILBERSTEIN, Bruno; KISS, Desidério Roberto; CECCONELLO, Ivan; CUNHA, José Eduardo Pereira Monteiro da; SAAD JUNIOR, William Abrão. Atualização em cirurgia do aparelho digestivo e coloproctologia. São Paulo: Frôntis Editorial, 2003. v. 2. 480p.
- HABR-GAMA, Angelita; GAMA-RODRIGUES, Joaquim José ; CECCONELLO, Ivan ; MACHADO, Marcel Cerqueira Cesar ; SAAD JUNIOR, William Abrão ; MOURA, E. G. H. ; BRESCIANI, Cláudio José Caldas. Atualização em cirurgia do aparelho digestivo e coloproctologia: GASTRÃO 2002. São Paulo: Frôntis Editorial, 2002.
- ZILBERSTEIN, Bruno; GAMA-RODRIGUES, Joaquim José; HABR-GAMA, Angelita; SAAD JUNIOR, William Abrão; MACHADO, Marcel Cerqueira Cesar; CECCONELLO, Ivan; CLEVA, Roberto de; SZACHNOWICZ, S.. Cuidados pré e pós-operatórios em cirurgia digestiva e coloproctológica. São Paulo: Roca, 2001. v. 1. 370p.
- HABR-GAMA, Angelita; GAMA-RODRIGUES, Joaquim José ; CECCONELLO, Ivan ; MACHADO, Marcel Cerqueira Cesar ; SAAD JUNIOR, William Abrão ; MOURA, E. G. H. ; BRESCIANI, Cláudio José Caldas. Atualização em cirurgia do aparelho digestivo e coloproctologia: GASTRÃO 2001. São Paulo: Frôntis Editorial, 2001. 390p.
- HABR-GAMA, Angelita; GAMA-RODRIGUES, Joaquim José (Org.) ; CECCONELLO, Ivan (Org.) ; ZILBERSTEIN, Bruno (Org.) ; MACHADO, Marcel Cerqueira Cesar (Org.) ; SAAD JUNIOR, William Abrão (Org.) ; MOURA, Eduardo de (Org.) ; BRESCIANI, Cláudio José Caldas (Org.) . Atualização em cirurgia do aparelho digestivo e coloproctologia: GASTRÃO 2000. São Paulo: Frôntis Editorial, 2000. v. 1. 372p .
- Habr-Gama, A.; GAMA-RODRIGUES, Joaquim José (Org.); CECCONELLO, Ivan (Org.); ZILBERSTEIN, Bruno (Org.); MACHADO, Marcel Cerqueira Cesar (Org.); SAAD, William Abrão (Org.). Atualização em Cirurgia do Aparelho Digestivo e em Coloproctologia. São Paulo: Frontis Editorial, 2000. 9p .
- HABR-GAMA, Angelita. Doença inflamatória intestinal. SP: ATHENEU, 1997. v. 3.
- Habr-Gama, A.. Clínica Brasileira de Cirurgia do Colégio Brasileiro de Cirurgiões. São Paulo: Atheneu, 1997. 230p .
- Habr-Gama, A.; BARONE, Boris. Atualização em coloproctologia 1995. São Paulo: Associação Latinoamericana de Coloproctologia, Sociedade Brasileira de Coloproctologia, 1995. 392p.
- PINOTTI, Henrique Walter; CECCONELLO, Ivan; GAMA-RODRIGUES, Joaquim José; Habr-Gama, A.; MACHADO, Marcel Cerqueira Cesar; SAAD, William Abrão; FAINTUCH, Joel; DOMENE, Carlos Eduardo. Tratado de Clínica Cirúrgica do Aparelho Digestivo. São Paulo: Atheneu, 1994. v. 2. 1322p .
- BRESCIANI, Cláudio José Caldas; GAMA-RODRIGUES, Joaquim José; Habr-Gama, A.; Carrilho, F.J. ; Lech, J.. Cirurgia vídeo-laparoscópica e laparoscopia diagnóstica em aparelho digestivo. São Paulo: Editora Independente, 1992. v. 1. 246p .
- GAMA-RODRIGUES, Joaquim José ; CORDEIRO, Anói Castro ; Habr-Gama, A.. Fumo ou saúde. São Paulo: BRADEPCA, 1985. 335p .
- Habr-Gama, A.; GAMA-RODRIGUES, Joaquim José ; BETTARELLO, Agostinho. Câncer do estômago e do intestino grosso - Prevenção e detecção. São Paulo: E.P.U./ EDUSP, 1980. 417p .